# 김화중
김화중(金花中, 1945년 1월 3일 ~ ) 은 대한민국의 정치인이다. 2003년 2월 27일부터 2004년 7월 1일까지 제42대 보건복지부 장관을 지냈다.

## 학력
- 부창국민학교
- 강경여자중학교
- 대전여자고등학교
- 서울대학교 간호학과
- 서울대학교 보건대학원 간호학 석사
- 컬럼비아 대학교 간호교육학 석사
- 서울대학교 보건대학원 보건학 박사

## 주요 경력
- 1967년 ~ 1969년 서울대병원 간호사, 수간호사
- 1971년 ~ 2000년 서울대학교 보건대학원 교수
- 1984년 대한간호협회 이사장
- 1993년 ~ 1994년 대한가정간호학회 초대회장
- 1998년 ~ 2002년 대한간호협회 회장
- 2000년 ~ 2003년 새천년민주당 16대 국회의원
- 2000년 새천년민주당 총재특보
- 2001년 새천년민주당 원내부총무
- 2002년 새천년민주당 상임위원
- 2002년 ~ 2003년 새천년민주당 정책위원회 부위원장
- 2003년 ~ 2004년 제42대 보건복지부 장관
- 2004년 대통령 보건복지 특별보좌관
- 2006년 열린우리당 보건행정특임위원
- 2007년 대통합민주신당 보건행정특임고문
- 2007년 열린 좋은교육바른정책포럼 공동대표 의장, FTA국내대책위원회 민간위원
- 2011년 ~ 2014년 대전복지재단 이사장

## 역대 선거 결과
| 실시년도 | 선거  | 대수 | 직책     | 선거구   | 정당         | 득표수      | 득표율         | 순위          | 당락 | 비고       |
| -------- | ----- | ---- | -------- | -------- | ------------ | ----------- | -------------- | ------------- | ---- | ---------- |
| 2000년   | 총선  | 16대 | 국회의원 | 비례대표 | 새천년민주당 | 6,780,625표 | \| \| 35.9% \| | 비례대표 20번 |      | 초선, 승계 |
|          | 35.9% |      |          |          |              |             |                |               |      |            |